# Ноллендорфплац

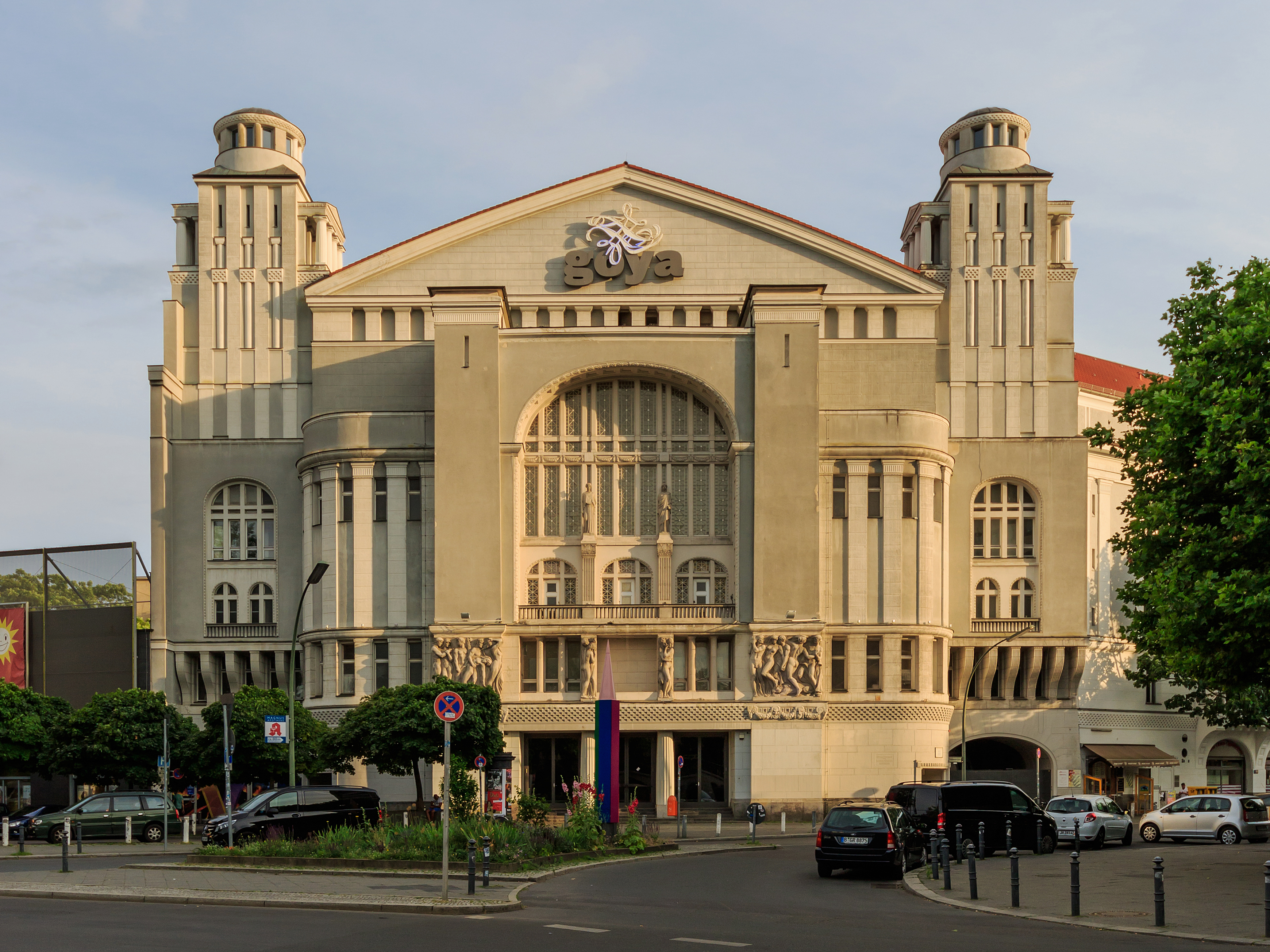
«Goya» на Ноллендорфплац

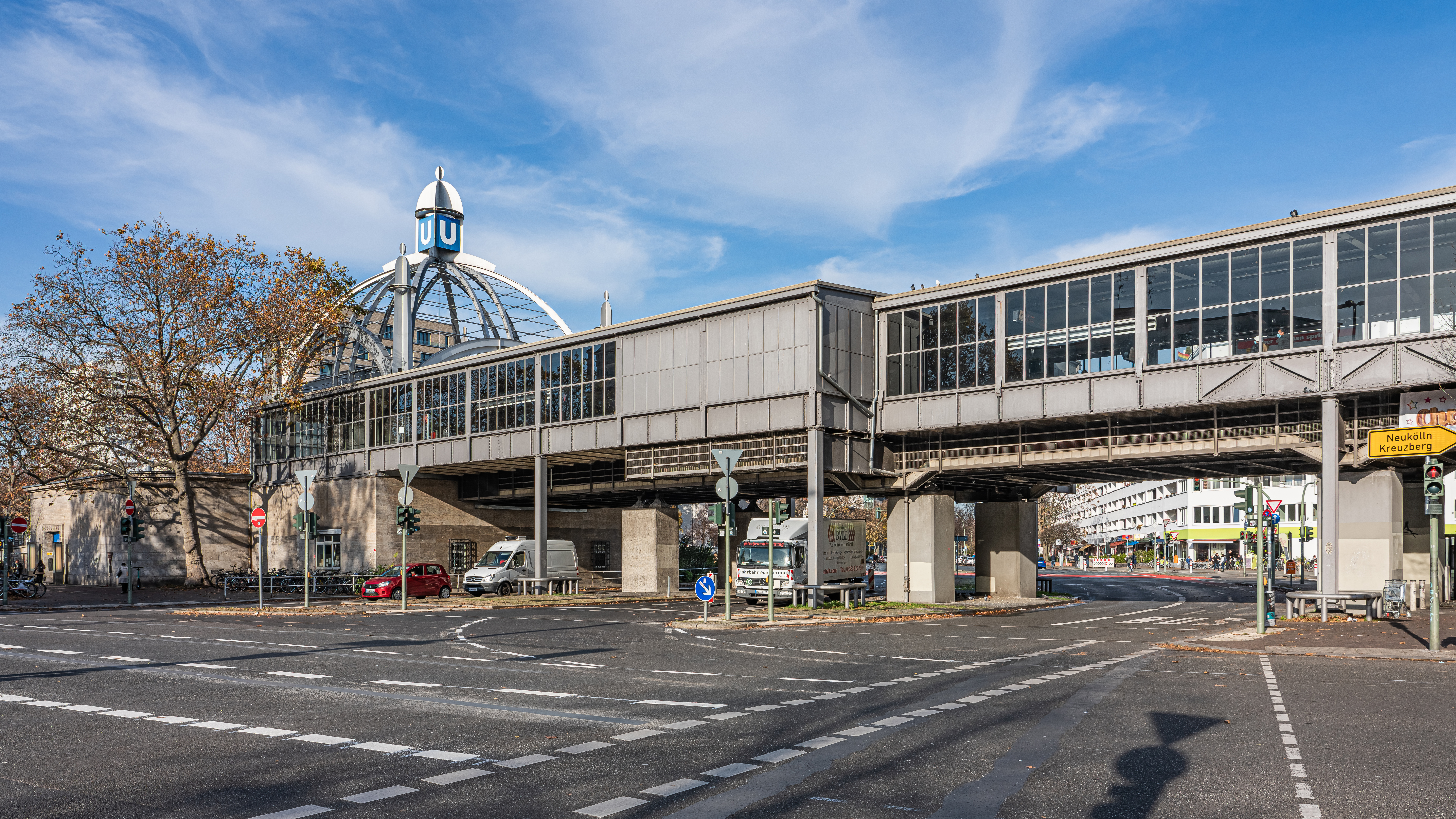
Вокзал Ноллендорфплац — один из старейших в Берлине

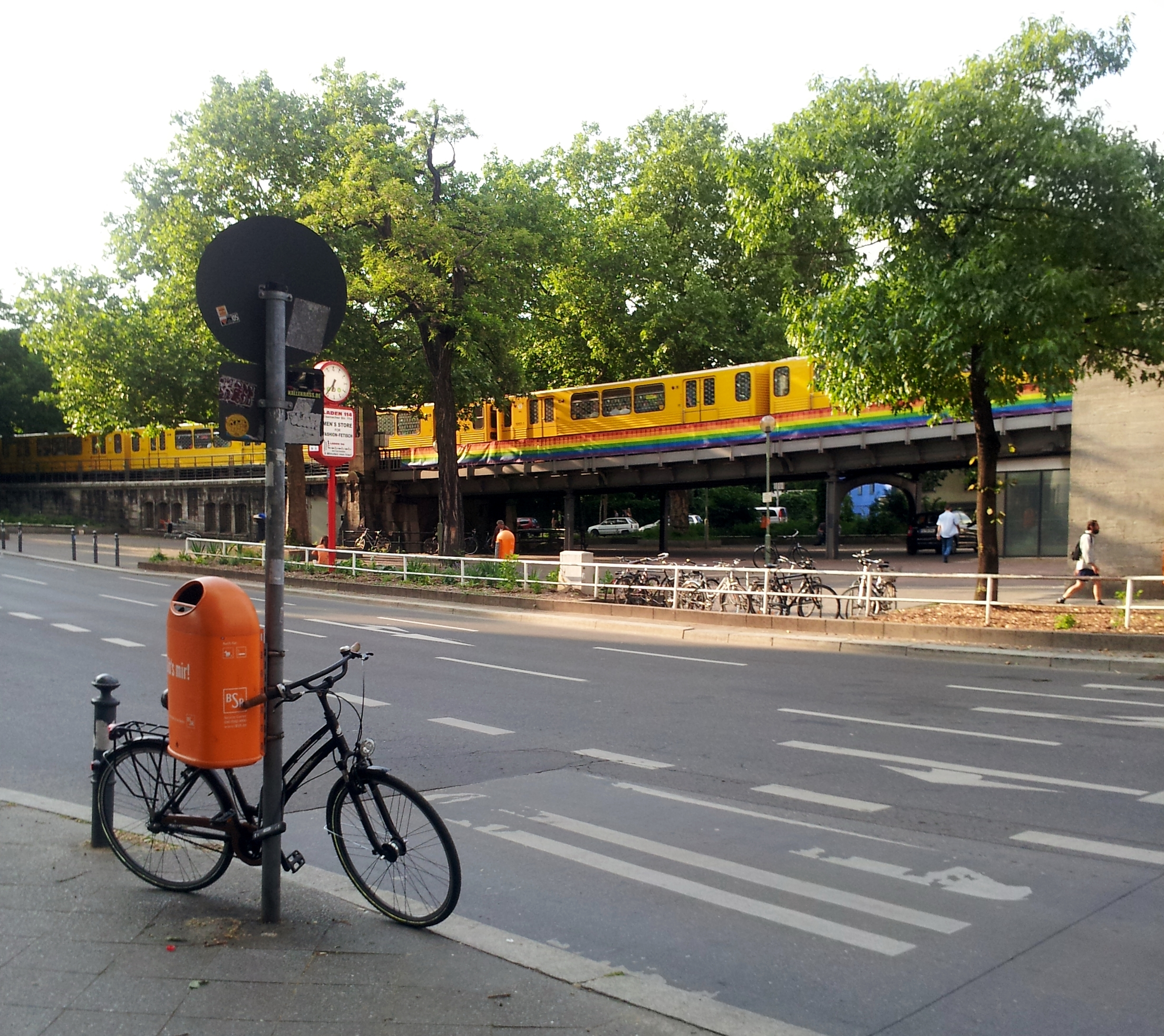
Во время прайда Ноллендорфплац украшается радужными флагами.

Ноллендорфплац (нем. Nollendorfplatz), в обыденной речи берлинцев также называемый просто Нолли (нем. Nolli) — площадь в берлинском районе Шёнеберг и один из широко известных гей-кварталов города.

## История названия
Собственно площадь была заложена в 1880 году, однако своё название она получила 27 ноября 1864 года в честь сражения под Кульмом и Ноллендорфом, произошедшего 29-30 августа 1813 года в рамках освободительной войны против Наполеона. Город Ноллендорф (нем. Nollendorf, чеш. Nakléřov) расположен в Богемии. До переименования Ноллендорфплац являлся частью улицы Гюртельштрассе (нем. Gürtelstraße). Западная часть Ноллендорфплац до 1938 года относилась к Шарлоттенбургу.

## Окрестности
На площади располагается построенный в 1906 году «Дом Актёра», в котором позднее располагался Metropol-Theater. Сегодня в здании находится культурно-развлекательный центр «Goya». Здание является самым приметным из всех зданий площади.
В доме номер 1 на улице Маасенштрассе (нем. Maaßenstraße) прямо на Ноллендорфплац в 1886 году родился известный дирижёр Вильгельм Фуртвенглер. В квартале, расположенном рядом с площадью, находится известная берлинская языковая школа «Хартнакшуле», имеющая почти вековую историю.

## Вокзал Ноллендорфплац
Возведённый в 1902 году вокзал Ноллендорфплатц обслуживается сегодня линиями U1, U2, U3 и U4 Берлинского метрополитена. Вокзал состоит из наземной части, где останавливаются поезда линии U2, и двухуровневой подземной части (линии U1, U3 и U4). Оба подземных уровня соединены лестницей.

## Гей-квартал

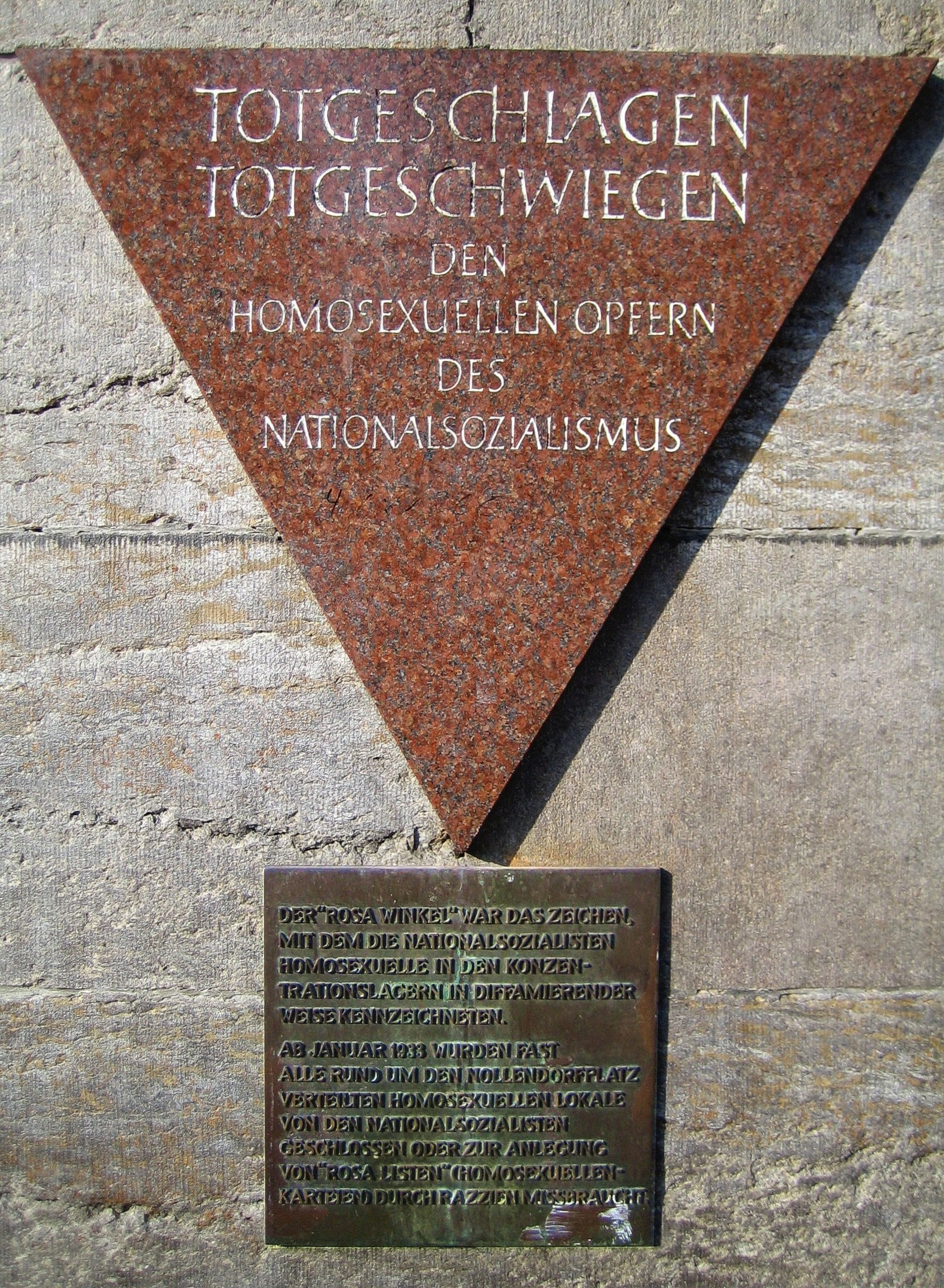
Мемориальная доска «Розовый треугольник»

Площадь издавна является центром гей-жизни Берлина. В квартале, расположенном между улицами Фуггерштрассе (нем. Fuggerstraße), Моцштрассе и площадью Ноллендорфплац находятся многочисленные кафе, кабаки, бары и магазины, ориентированные исключительно на гомосексуальную публику. Расположенный на площади клуб Goya несколько раз в неделю проводит дискотеки для геев. На площади расположен также информационно-консультационный центр Mann-O-Meter, в котором не только предлагается различная помощь гомосексуалам, но и устраиваются различные досуговые мероприятия. Недалеко от площади расположен офис Берлинского отделения Союза геев и лесбиянок Германии.
С 1993 года в один из уикендов июня (за неделю до проведения Берлинского гей-парада — Christopher Street Day) в этом квартале проводится городской гей-лесби-праздник, представляющий собой смесь из информационной кампании, шоу и ярмарки, привлекающих сотни тысячи туристов. В 2007 году этот праздник посетило более 420 тысяч посетителей.
В 1989 году по совместной инициативе экуменистической группы «Гомосексуалы и церковь» и берлинской ЛГБТ-организации AHA-Berlin при входе на вокзал Ноллендорфплац была установлена мемориальная доска в виде розового треугольника, посвящённая памяти гомосексуальных жертв нацизма.